# Ashdown (Arkansas)
Pour les articles homonymes, voir Ashdown.
La ville américaine d’Ashdown est le siège du comté de Little River, dans l’Arkansas. Lors du recensement de 2010, sa population s'élevait à 4 781 habitants.

## Démographie
| 1900 | 1910  | 1920  | 1930  | 1940  | 1950  |
| ---- | ----- | ----- | ----- | ----- | ----- |
| 400  | 1 247 | 2 052 | 1 607 | 2 332 | 2 738 |

| 1960  | 1970  | 1980  | 1990  | 2000  | 2010  |
| ----- | ----- | ----- | ----- | ----- | ----- |
| 2 725 | 3 522 | 4 218 | 5 150 | 4 781 | 4 723 |

## Source
- (en) Cet article est partiellement ou en totalité issu de l’article de Wikipédia en anglais intitulé « Ashdown, Arkansas » (voir la liste des auteurs).